# Linha Yonge-University-Spadina
A linha Yonge-University-Spadina foi a primeira linha do metrô de Toronto, composta 32 estações, tendo 30,2 quilômetros de comprimento. É também chamada dentro do TTC como Route 1.
Quando inaugurada, a linha chamava-se simplesmente linha Yonge, pois corria em sua maior parte na Yonge Street, com exceção do trecho entre as estações Union e King, esta sendo a última estação da linha com exceção de Union, onde a linha passa a correr em direção a oeste. O nome da linha mudou à medida que esta era expandida, primeiramente sob a University Avenue (linha Yonge-University), e posteriormente, em direção ao norte (ao longo da Via Expressa Spadina, que no entanto, foi cancelada).

## História

### Primeira linha de metrô de Toronto
A história da linha Yonge-University-Spadina data desde o início do século XX, quando os primeiros estudos para a construção de uma possível linha de metrô em Toronto foram realizados. A história atual da linha Yonge-University-Spadina data desde a Segunda Guerra Mundial, quando a racionalização de gasolina e metais fez com que o uso de automóveis permanecesse muito baixo ao longo da guerra - mesmo com a grande melhoria na situação econômica do país, que acabara de sair da Grande Depressão.[carece de fontes?] Com isto, a população de Toronto dependia do transporte público para locomover-se na cidade, beneficiando o Toronto Transit Commission, responsável pelo sistema de transporte público de Toronto. A companhia pública operou no verde até o início da década de 1960. 
Operando com lucro, o TTC decidiu construir uma linha de metrô na cidade. Todos os estudos feitos indicavam que a primeira linha de metrô da cidade deveria ser construída ao longo da Yonge Street. Com isto, a linha foi inaugurada em 1954, ao longo da Yonge Street, entre as atuais estações Eglinton e Union, correndo em sua maior parte ao longo da Yonge Street, em um sentido norte-sul, com Eglinton sendo o terminal norte e Union o terminal sul da linha.
A linha Yonge foi estendida para o norte, primeiramente até York Mills, e posteriormente, até Finch, entre 1973 e 1974. Fora a primeira vez que uma linha de metrô de Toronto foi estendida além dos limites da cidade, em direção a North York (que faz parte de Toronto). Uma estação, North York Centre, foi construída em 1987, no centro da cidade de North York, entre Finch e Sheppard, ao longo da linha Yonge, que continuou a operar normalmente, apesar da construção.

### Linha University
Em 1963, o término sul da linha Yonge foi estendida, em direção ao norte, ao longo da University Avenue, e então, em direção ao oeste, logo ao sul da Bloor Street, fazendo com que a linha tomasse um formato de "U". Com esta extensão, a linha foi renomeada de linha Yonge-University.
As estações ao longo da extensão na University, porém, possuíam baixos numeros de passageiros movimentados diariamente, até mesmo na hora do rush (devido à proximidade com o trecho Yonge da linha) o que fez com que a linha University possuísse serviço limitado até a extensão da linha em direção ao norte, com um trem de cada dois terminando na estação Union, ao invés da St. George, e fechada aos domingos.

### Linha Spadina
Durante a década de 1960, o TTC, que até então havia construído e operado as linhas de metrô com fundos econômicos próprios, passou a depender cada vez mais de verbas públicas, por causa dos altos gastos com relação à construção do metrô, e pela criação de um sistema integrado de transporte em todas as seis cidades que compunham a Municipalidade da Região Metropolitana de Toronto (atual cidade de Toronto). O TTC queria construir uma nova linha de metrô ao longo da Queen Street, na então cidade de Toronto, mas, em uma votação entre os membros do conselho da Municipalidade, foi decidido que prioridade deveria ser dado à extensão da linha University, em direção ao norte, de St. George até Wilson, opção atrativa para North York e Etobicoke, subúrbios ao norte de Toronto, e os que tinham mais a ganhar com a expansão da linha, que correria ao longo da controversa Spadina Expressway.
A extensão da linha University em direção a Wilson foi controversa, e seus críticos argumentaram que a linha passaria ao longo de zonas de baixa densidade populacional, bem como sem muitos grandes estabelecimentos comerciais, o que resultaria invariavelmente em baixos números de passageiros, tendo o agravante de que a partir da estação Eglinton - incluindo-se esta - a extensão e todas as suas estações seriam construídas no meio de uma via expressa, o que reduziria ainda mais o número de passageiros utilizando as estações. Seus proponentes argumentaram que a linha serviria como auxílio para do trecho Yonge da linha, que já estava enfrentando congestionamento e superpopulação na hora do rush.
A extensão foi inaugurada em 1978, e a linha Yonge-University foi renomeada de Yonge-University-Spadina, sendo Spadina o nome original da via expressa onde muito da extensão corre, apesar de que a via expressa, cuja construção foi paralisada por causa da grande pressão da população da cidade, deixando a via expressa apenas parcialmente construída, tendo sido renomeada de Allen Road. Com um número de rotas de ônibus de superfície que até então estavam centralizadas em estações ao longo da linha Yonge sendo desviados para estações ao longo da Spadina, a linha Spadina serviu como linha auxiliar para a Yonge por algum tempo, até o início da década de 1990. Em 1998, a linha Spadina foi expandida em direção ao norte, rumo a Downsview.

## Situação atual
A linha Yonge enfrenta grande congestionamento e número de passageiros durante dias de trabalho, especialmente na hora do rush, com a situação agravada com a inauguração da linha Sheppard em 2002. Enquanto isto, o número de passageiros na linha Spadina tem estabilizado-se desde meados da década de 1990, fazendo da linha Spadina um alvo frequente de críticas, especialmente após o cancelamento da linha Eglinton em 1995, que possuiria como término a estação Eglinton West, localizada na linha Spadina. Muitos acreditam que isto possa ser remediado com a expansão da linha Spadina em direção ao norte, rumo à Universidade York.

## Estações
| Nome                           | Nome                     | Inaugurada em            | Conexões/ Integrações *                                                     |
| ------------------------------ | ------------------------ | ------------------------ | --------------------------------------------------------------------------- |
| Linha Yonge-University-Spadina |                          |                          |                                                                             |
| Finch                          |                          | 1974                     | 7 linhas de superfície, Viva Blue                                           |
| North York Centre              | North York Centre        | 1987                     | 1 linha de superfície (T)                                                   |
| Sheppard-Yonge                 |                          | 1974 (renomeada em 2002) | 4 linhas de superície, Linha Sheppard                                       |
| York Mills                     | York Mills               | 1973                     | 7 linhas de superície                                                       |
| Lawrence                       | Lawrence                 | 1973                     | 4 linhas de superície                                                       |
| Eglinton                       |                          | 1954                     | 9 linhas de superície                                                       |
| Davisville                     |                          | 1954                     | 4 linhas de superície                                                       |
| St. Clair                      | St. Clair                | 1954                     | 4 linhas de superície                                                       |
| Summerhill                     | Summerhill               | 1954                     | 1 linha de superfície (T)                                                   |
| Rosedale                       | Rosedale                 | 1954                     | 1 linha de superfície                                                       |
| Bloor-Yonge                    |                          | 1954                     | 1 linha de superfície (T), Linha Bloor-Danforth                             |
| Wellesley                      | Wellesley                | 1954                     | 1 linha de superfície                                                       |
| College                        | College                  | 1954                     | 1 linha de superfície (T)                                                   |
| Dundas                         |                          | 1954                     | 1 linha de superfície (T)                                                   |
| Queen                          |                          | 1954                     | 2 linhas de superfície (T)                                                  |
| King                           | King                     | 1954                     | 2 linhas de superfície (T)                                                  |
| Union                          |                          | 1954                     | 2 linhas de superfície (T), VIA Rail, GO Transit, Ontario Northland, Amtrak |
| St. Andrew                     | St. Andrew               | 1963                     | 2 linhas de superfície (T)                                                  |
| Osgoode                        | Osgoode                  | 1963                     | 2 linhas de superfície (T)                                                  |
| St. Patrick                    | St. Patrick              | 1963                     | 1 linha de superfície (T)                                                   |
| Queen's Park                   |                          | 1963                     | 2 linhas de superfície (T)                                                  |
| Museum                         | Museum                   | 1963                     | 2 linhas de superfície (T)                                                  |
| St. George                     |                          | 1963                     | 1 linha de superfície, Linha Bloor-Danforth                                 |
| Spadina                        | Spadina                  | 1978                     | 1 linha de superfície, Linha Bloor-Danforth                                 |
| Dupont                         | Dupont                   | 1978                     | 1 linha de superfície (T)                                                   |
| St. Clair West                 | St. Clair West           | 1978                     | 5 linhas de superfície                                                      |
| Eglinton West                  |                          | 1978                     | 3 linhas de superfície                                                      |
| Glencairn                      | Glencairn                | 1978                     | 1 linha de superfície (T)                                                   |
| Lawrence West                  | Lawrence West            | 1978                     | 5 linhas de superfície                                                      |
| Yorkdale                       | Yorkdale                 | 1978                     | 1 linha de superfície (T), GO Transit                                       |
| Wilson                         | Wilson                   | 1978                     | 7 linhas de superfície                                                      |
| Sheppard West                  |                          | 1996                     | 7 linhas de superfície, Viva Orange                                         |
| Sheppard West                  | Sheppard West            | extensão proposta        | GO Transit (estação ferroviária proposta)                                   |
| Finch West                     | Finch West               | extensão proposta        |                                                                             |
| York University                | York University          | extensão proposta        |                                                                             |
| Steeles West                   | Steeles West             | extensão proposta        |                                                                             |
| Highway 407 Transitway         | Highway 407 Transitway   | extensão proposta        |                                                                             |
| Vaughan Corporate Centre       | Vaughan Corporate Centre | término proposto         |                                                                             |

* - Em estações marcadas com (T), passageiros conectando entre rota de superfície com o metrô e vice-versa (ou entre diferentes rotas de superfície) pagando tarifa única precisam de um transfer. Linhas de superfície (ônibus e bondes) são aquelas administradas apenas pelo TTC.
A maioria das estações correndo ao longo da Yonge Street localizadas em cruzamentos da Yonge com ruas arteriais recebem o nome da rua arterial cortando a Yonge. Rosedale e North York Centre são exceções, a primeira recebendo o nome dos bairro onde a estação está localizada, e a segunda, possuindo o nome por estar no centro financeiro de North York. 
O trecho Yonge da linha Yonge-University-Spadina é o mais congestionado de todo o metrô de Toronto, e como tal, a maioria das estações mais movimentadas do metrô da cidade localizam-se neste trecho. Bloor-Yonge é a estação mais movimentada do metrô da cidade, primariamente por ser um ponto de transferência entre a linha Yonge-University-Spadina com a Bloor-Danforth. Finch é a terceira estação mais movimentada da cidade, a mais movimentada, quando se conta somente estações sem conexões entre duas linhas de metrô diferentes, primariamente pelo fato da estação, a mais setentrional do sistema, ser também um dos mais movimentados terminais de ônibus da cidade, recebendo um grande número de passageiros provenientes do norte da cidade. Union, Eglinton, Dundas, Queen, King e College também estão entre as estações mais movimentadas da cidade.
As estações ao longo da University Avenue, recebem o nome de atrações nas localidades (Osgoode para o Osgoode Hall, Queen's Park para o parque de mesmo nome, Museum para o Royal Ontario Museum) ou de santos, com exceção da St. George, que possui o nome da rua onde está localizada. A St. George, término do trecho University da linha Yonge-University-Spadina, é a segunda estação mais movimentada do metrô de Toronto (primariamente por ser uma estação de transferência com a linha Bloor-Danforth), as outras estações localizadas ao longo da University possuem um movimento mediano de passageiros diários, com exceção do Museum, uma das estações menos movimentadas do metrô de Toronto.
As estações do trecho Spadina da linha Yonge-University-Spadina recebem no geral o nome da rua arterial leste-oeste onde a estação está localizada. No caso de uma estação estar localizada em uma rua que já possui uma estação no trecho Yonge, o prefixo West é adicionado (por exemplo, Eglinton West, pois já existe uma estação Eglinton na Yonge). Downsview e Yorkdale são exceções. A primeira, a estação de metrô mais recente da cidade, recebeu este nome em uma votação no bairro onde a estação está localizada, Downsview, esta sendo a opção preferida pela população local (ao invés de Sheppard West, pois a estação localiza-se na Sheppard Avenue). Yorkdale, não cortada por ruas arteriais leste-oeste, recebeu o nome do shopping center localizado próximo à estação, o Yorkdale Shopping Centre.